# Цирхов
Цирхов (њем. Zirchow) општина је у њемачкој савезној држави Мекленбург-Западна Померанија. Једно је од 89 општинских средишта округа Остфорпомерн. Према процјени из 2010. у општини је живјело 624 становника. Посједује регионалну шифру (AGS) 13059109.

## Географски и демографски подаци
Цирхов се налази у савезној држави Мекленбург-Западна Померанија у округу Остфорпомерн. Општина се налази на надморској висини од 2 - 17 метара. Површина општине износи 9,4 km². У самом мјесту је, према процјени из 2010. године, живјело 624 становника. Просјечна густина становништва износи 66 становника/km².